# Легенда о Коловрате
«Леге́нда о Коловра́те» — российский исторический боевик режиссёра Джаника Файзиева и Ивана Шурховецкого о взятии Рязани монголо-татарами в XIII веке и о рязанском воине Евпатии Коловрате. Премьера фильма в России состоялась 30 ноября 2017 года.

## Сюжет
XIII век. Уже почти сто лет, как Русь распалась на отдельные княжества, непрерывно враждующие между собой.
Коловрат «родился» (то есть получил своё прозвище) в 1223 году, когда произошла битва на Калке и монголы впервые вторглись в Юго-Западную Русь. Тогда, при нападении монгольской засады юный Евпатий был тяжело ранен и стал страдать потерей памяти.
В 1237 году монгольское войско во главе с внуком Чингисхана ханом Батыем снова подошло к русским княжествам, теперь уже с востока. Когда о его приближении узнали в Рязани, княжеский десятник Евпатий Коловрат был послан вместе с княжичем Фёдором к Батыю на переговоры. Договориться не получилось. Фёдор был убит монголами, но Евпатию Коловрату и ещё нескольким воинам удалось спастись бегством, убив несколько монголов. Когда они смогли вернуться в Рязань, город уже был сожжён Батыем. Евпатий Коловрат собрал отряд мстителей и поставил задачу задержать монгольское войско, надеясь, что соседние русские князья смогут собрать силы для совместного сопротивления. Но помощь от соседей так и не пришла, хотя Евпатию Коловрату и его бойцам удалось несколькими дерзкими рейдами стянуть на себя силы всего монгольского войска и уничтожить множество воинов.
В итоге Евпатий Коловрат с товарищами были окружены на укреплённом холме, он даже убивает монгольского военачальника Хостоврула. Большая часть рязанцев гибнет в ближнем бою, а оставшаяся — под обстрелом из пороков (камнемётных машин). В том числе погибает и Коловрат. Батый же, ошеломлённый увиденным, приказывает захоронить его как богатыря, соорудив ему курган. Удаётся спастись только дружиннику Каркуну, которому Евпатием перед сражением было поручено вывезти детей погибших рязанцев по реке в безопасное место.
1242 год. В финале фильма, спустя пять лет после подвига дружины Евпатия Коловрата, Каркун в составе объединённого новгородско-владимирского войска выходит на Чудское озеро на бой против немецких рыцарей. Перед боем воины вдохновляют себя воспоминаниями о подвиге Евпатия Коловрата и его товарищей.

## Историческая канва
В действительности Евпатия Коловрата нашествие застало в Чернигове, куда он был послан с просьбой о помощи. В посольстве Фёдора к Батыю не участвовал. Когда вернулся из Чернигова, Рязань уже была сожжена. Не успел Коловрат и под Коломну, где владимирцы с остатками рязанских войск дали монголам новую ожесточённую битву. Догнал монголов только в пределах земли Суздальской между Коломной и Москвой.

## В ролях
- Илья Малаков — десятник Евпатий Коловрат
- Давид Мелконян — Евпатий Коловрат в юности[5][6]
- Александр Цой — хан Батый
- Светлана Иванова — княжна Анна
- Александр Ильин мл. — дружинник Каркун
- Юлия Хлынина — Лада
- Тимофей Трибунцев — знахарь Захар[7]
- Алексей Серебряков — князь Юрий Рязанский[8]
- Игорь Савочкин — Ратмир, отец Насти
- Полина Чернышова — Настя
- Диана Пентович — Настя в детстве
- Юлия Писаренко — боярыня
- Илья Антоненко — княжич Фёдор Юрьевич
- Георгий Пицхелаури — Хостоврул
- Даулет Абдыгапаров — Субэдэй
- Ольга Дроздова —  княгиня Аграфена, супруга князя Юрия[8]
- Мария Фомина — княжна Евпраксия, жена Фёдора
- Дарья Ярцева — княжна Дарья
- Екатерина Вилкова — княжна Василиса
- Сергей Колтаков — Добромир
- Андрей Бурковский — брянский воевода Ростислав
- Виктор Проскурин — священник
- Семён Морозов — слуга Фёдора
- Алексей Вертков — отшельник Нестор
- Евгений Сангаджиев — толмач

## Съёмочная группа
- Главный режиссёр и продюсер: Джаник Файзиев
- Режиссёр-постановщик подготовительного и съёмочного периода: Иван Шурховецкий
- Режиссёр-постановщик боевых сцен: Александр Самохвалов
- Сценарий: Сергей Юдаков, Евгений Раевский, Дмитрий Раевский и Джаник Файзиев
- Оператор-постановщик: Максим Осадчий, R.G.C.
- Художник-постановщик: Вилюс Ванагас
- Композитор: Серж Танкян
- Художник-концептуалист: Сергей Алибеков
- Художники по костюмам: Наталья Дзюбенко, Екатерина Дыминская и Марина Ананьева
- Художники по гриму: Валерия Никулина и Марина Лебедева

## Создание
Первоначально режиссёром фильма был назначен Олег Степченко, но он оказался плотно занят на проекте «Вий 2: Путешествие в Китай», поэтому ему пришлось искать замену, сроки выхода фильма из-за этого изменились.
Авторы фильма решили отказаться от воссоздания исторических событий XIII века и предпочли создать сказочный мир с хорошими и плохими персонажами. Часть съёмок проходила на заводе ЗИЛ, где был выстроен самый большой в Европе съёмочный павильон.
По словам Файзиева, создатели фильма старались акцентировать внимание не на исторических деталях, а на чувствах и переживаниях людей, которые делают из обычного человека героя, способного совершить подвиг.
За визуальные эффекты фильма ответственна студия Main Road Post. По словам руководителя компании-производителя фильма «Централ партнершип» Павла Степанова, визуальные эффекты делались нарочито «сказочными», чтобы подчеркнуть то, что события ленты — легенда.
Автор музыки — Серж Танкян, лидер группы System of a Down.

## Маркетинг
Первый трейлер фильма «Легенда о Коловрате» появился в интернете 6 сентября 2016 года. Второй трейлер кинокомпания «Централ Партнершип» опубликовала 23 июня 2017 года. Саундтреком фильма стала песня «Прекрасный день, чтобы умереть» (A Fine Morning to Die), на которую сняли клип Серж Танкян и солистка белорусской группы IOWA Екатерина Иванчикова.
Права на фильм были проданы в США (Well Go USA), немецкоязычные страны (компания Splendid), франкоязычные страны (Acteurs Auteurs Associes), Испанию (Mediaset) и Монголию (Digital Contents). В международном прокате фильм будет называться «Furious», что в переводе означает «Яростный».

## Саундтреки
Дарья Волосевич — кавер песни Константина Кинчева «Небо славян» (рок-группа «Алиса»).